# اوژن کنستان
اوژن کنستان (فرانسوی: Eugène Constant‎؛ ۸ ژانویه ۱۹۰۱ – ۲۲ اکتبر ۱۹۷۰) قایقران روئینگ اهل فرانسه بود.
وی در مسابقات کشوری و بین‌المللی در مجموع برندهٔ ۱ مدال نقره، ۱ مدال برنز شده‌است.